# Can Martí (Sant Joan de Mollet)
Can Martí és una obra de Sant Joan de Mollet (Gironès) inclosa a l'Inventari del Patrimoni Arquitectònic de Catalunya.

## Descripció
Inicialment l'edifici era un mas de planta rectangular, tres crugies i accés central. Coberta de teula a dues vessants i orientat a migdia. Posteriorment se li afegí a la façana nord un cos rectangular de baixos i dues plantes que donava nova façana a la carretera, al qual s'accedeix per una escalinata amb balustrada. De la façana antiga destaca la porta dovellada d'accés i dues obertures del primer pis i dues obertures del primer pis transformades en balcó al segle xix. Totes les parets exteriors són ben arrebossades deixant a la vista els carreus de les obertures i de les cantonades. A la part nova de la façana hi ha dos grans contraforts del mateix material que la façana.
A la llinda d'una finestra hi figura la data de 1760. És important la reforma que es va fer al segle xix de cara a donar façana al nou traçat de la carretera de Girona a Palamós. L'actual propietari resideix a Bordils.